# NGC 3257
NGC 3257 este o galaxie lenticulară situată în constelația Mașina Pneumatică. A fost descoperită în 2 mai 1834 de către John Herschel. Se află la o distanță de 34,99 de megaparseci de Pământ.